# Haldorus krameri
Haldorus krameri är en insektsart som beskrevs av De Menezes 1973. Haldorus krameri ingår i släktet Haldorus och familjen dvärgstritar. Inga underarter finns listade i Catalogue of Life.